# ランディ・スペリング
ランディ・スペリング（Randy Spelling、1978年10月9日 - ）は、アメリカ合衆国の俳優。カリフォルニア州出身。

## 出演作品
- テキサス・チェーンキラー　ビギニング
- ビバリーヒルズ大学白書　～タイムリミットはクリスマスイブ～
- レイク・フィアー
- サンセット・ビーチ